# امبوهیتسیتلاوزانا
امبوهیتسیتلاوزانا (به لاتین: Ambohitsilaozana) یک سکونتگاه مسکونی در ماداگاسکار است که در آلائوترا-مانگورو واقع شده‌است.

## خصوصیات
امبوهیتسیتلاوزانا ۱۳٬۰۰۰ نفر جمعیت دارد و ۷۶۱ متر بالاتر از سطح دریا واقع شده‌است.